# K Vilvoorde FC
K Vilvoorde FC (pełna nazwa: Koninklijke Vilvoorde Football Club) – belgijski klub piłkarski z siedzibą w mieście Vilvoorde, działający w latach 1911–2011, grający niegdyś w drugiej lidze belgijskiej.

## Historia
Klub został założony 20 maja 1911 roku jako Vilvoorde Football Club (Vilvoorde FC). W 1936 do nazwy klubu dopisano Royale i klub zmienił nazwę na Royal Vilvoorde Football Club (R Vilvoorde FC). Z kolei od 1968 roku klub nosił nazwę Koninklijke Vilvoorde Football Club (K Vilvoorde FC). W 2011 roku klub został rozwiązany. Klub spędził 11 sezonów na poziomie drugiej ligi, w której grał w latach 1928–1930, 1937–1939 i 1941–1947 oraz 13 sezonów na poziomie trzeciej ligi. 

## Stadion
Domowe mecze klub rozgrywał na stadionie o nazwie Drie Fonteinen, położonym w mieście Vilvoorde. Stadion mógł pomieścić 5000 widzów.

## Reprezentanci kraju grający w klubie
Stan na listopad 2021
- Vital Van Landeghem
- Eric Ekounga